# Borolia substituta
Borolia substituta là một loài bướm đêm trong họ Noctuidae.